# Terceira
Terceira (pron. IPA: [tɨɾ'sɐiɾɐ], portoghese: Ilha Terceira) è un'isola dell'arcipelago delle Azzorre situata nell'Oceano Atlantico Settentrionale, con una popolazione di 56.437 persone in una superficie di 396,75 km². L'isola è lunga 29 km, larga 18 km, con un perimetro di 90 km.
La popolazione di Terceira si concentra sulla costa, ricca di pittoreschi borghi di pescatori, spiagge e rocce laviche. A nord la costa è rocciosa mentre l'entroterra è caratterizzato da boschi e vigneti. Nel sud dell'isola vi sono bovini al pascolo, e nella zona costiera di Angra, parchi e hotel. Caratteristiche sono l'ampia baia e la spiaggia della bella cittadina di Praia da Vitória, come il lago di Caldeira de Guilherme Moniz, il più grande specchio d'acqua nelle Azzorre dopo l'oceano.
Lontano dalla costa, Terceira appare dominata da un selvaggio paesaggio collinare ideale per passeggiate o escursioni. Gran parte dell'interno è riserva naturale. Dalle alture della Serra do Cume, un visitatore può osservare la presenza di un mosaico di piccole aziende agricole, muri di pietra e le mucche da pascolo.
Terceira è anche il luogo in cui, durante il periodo estivo, si tengono più di 230 corride tradizionali. Ogni fine settimana, da aprile a fine autunno, la gente di Terceira festeggia la "touradas à corda" - una forma di "gestione dei tori." Il toro è lasciato libero dalla piazza principale della città con una lunga corda attorno al suo collo. L'idea è di consentire alle persone coraggiose di arrivare il più vicino possibile all'animale. Al termine della "touradas à corda" , il toro viene riportato nelle stalle, così il festival all'aperto ha inizio. Questo tipo di evento ha avuto inizio nel XVI secolo ed è caratteristico e popolare solo delle Azzorre.
A volte nelle grandi città, dopo la turadas a corda si tiene la corrida equestre portoghese. In una corrida portoghese un Cavaleiro, o pilota, prende la scena in cima a un cavallo di razza Lusitana. Il Cavaleiro è vestito con una giacca di seta e pizzi ricamata in oro, indossa pantaloni beige per equitazione e stivali neri. L'obiettivo del Cavaleiro e il suo cavallo non è di uccidere il toro.

## Geografia e geologia
Terceira è composta da quattro sovrapposizioni stratovulcaniche al di sopra di una faglia geologica chiamata Terceira Rift. I vulcani si ergono da una profondità di oltre 1.500 metri dal pavimento dell'Oceano Atlantico. Il più antico è lo stratovulcano Cinquo Picos, risale a 300.000 anni fa, e costituisce la parte orientale dell'isola. Con una caldera di 7 km diametro è uno dei più grandi nelle Azzorre. Con un'età di 100.000 anni, la caldera Guilherme Moniz, situata nella parte centro-ovest dell'isola ha il suo più alto punto a 623 metri, la Sierra do Cume, dal quale si domina l'intera estensione della caldera. A nord si trova il Pico Alto, un vulcano probabilmente di meno di 60.000 anni, alto 808 m.
Il più giovane e unico vulcano attivo in epoca storica è il Santa Barbara, sito nella parte occidentale dell'isola, è alto 1.023 m. Questo stratovulcano è composto da due caldere, la più giovane delle quali si è formata circa 15.000 anni fa. Le ultime eruzioni storiche si sono verificate sia nel 1761 lungo una fessura sul lato est del vulcano, che nel 1867. Tra il 1998 ed il 2000 hanno eruttato alcune bocche sottomarine al largo della costa occidentale. La parte occidentale dell'isola di Terceira è più ricca di boschi della parte orientale, grazie a venti prevalenti da ovest, che provocano, su quel lato, un aumento delle precipitazioni.
La maggior parte dell'isola è circondata da scogliere alte circa 20 m, fatta eccezione per la costa meridionale vicino ad Angra do Heroísmo. Qui, un'eruzione di lava basaltica ha formato il cono di tufo del Monte Brasil, che protegge e ripara il porto del capoluogo dell'isola. Il cono è di circa 1 km di diametro e sorge a 205 m al di sopra del lato ovest del porto.

## La comunità e l'economia
L'isola di Terceira è divisa fra i comuni di Angra do Heroísmo e Praia da Vitória. Angra do Heroísmo, la capitale storica delle Azzorre, è la più antica città delle Azzorre, risale al 1534. Il suo centro storico è classificato dall'UNESCO come Patrimonio Mondiale dell'Umanità.
La principale attività economica di Terceira è l'allevamento del bestiame e la produzione di prodotti lattei e caseari. L'isola ha due porti di mare, uno ad Angra do Heroísmo e l'altro a Praia da Vitória, una base militare (Air Base n. 4) e un aeroporto vicino alla città di Lajes.

## Storia
Il primo nome di Terceira è stato Brasil. Questo nome apparve per la prima volta come "Isla de Brazi" nella mappa del veneziano Andrea Bianco (1436), assegnato ad una delle più grandi isole delle Azzorre. Quando le isole furono colonizzate, l'isola di Brasil venne rinominata "Terceira". La Spagna nel 1582 conquistò temporaneamente Terceira.
Francisco Ferreira Drummond (21 gennaio 1796 - 11 settembre 1858), portoghese storiografo, paleografo e musicista, è nato a Terceira. Nel 1810, vennero esiliati sull'isola per un certo periodo, dei giornalisti e alcuni dirigenti d'industria, considerati a favore della Francia, tra cui l'industriale Jácome Ratton.
Il 16 marzo 2003, il Presidente degli Stati Uniti George W. Bush, il primo ministro britannico Tony Blair, il Primo Ministro spagnolo José María Aznar e il Primo ministro portoghese José Manuel Barroso, si sono riuniti a Terceira per discutere l'invasione dell'Iraq, che ebbe inizio quattro giorni dopo, il 20 marzo 2003.